# Corning (Unternehmen)

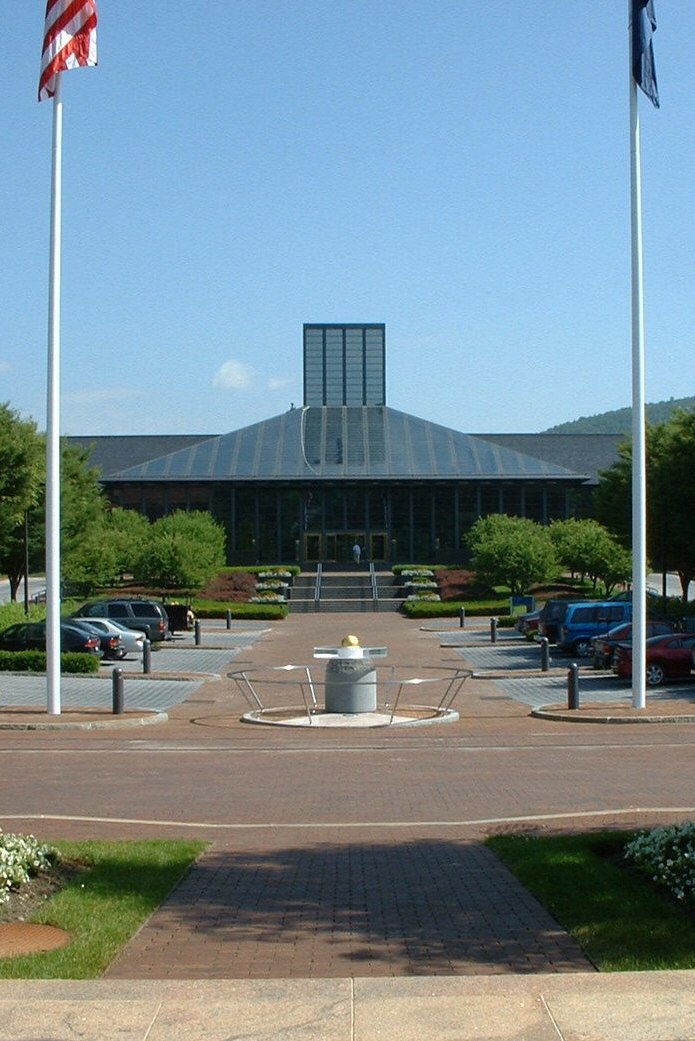
Die Zentrale des Unternehmens in der Innenstadt von Corning

Die Corning, Inc. ist ein Unternehmen aus den Vereinigten Staaten mit Sitz in Corning, New York. Das im Aktienindex S&P 500 gelistete Unternehmen beschäftigt rund 52.000 Mitarbeiter und stellt Glas, Keramik sowie damit verbundene Materialien für Industrie- und Wissenschaftsanwendungen her.

## Geschichte
Das Unternehmen wurde 1851 im Gebiet Williamsburg (Brooklyn) gegründet und wechselte seinen Sitz nach Corning. Bis 1989 war das Unternehmen unter dem Namen Corning Glass Works bekannt.
Ein 1964 bei Corning durch Stuart Dockerty  (1911–1974) und Clint Shay  entwickeltes Verfahren (overflow fusion bzw. down draw) zur Herstellung sehr dünner und gleichmäßiger Glasscheiben konnte zunächst nicht kommerziell genutzt werden, ermöglicht aber seit den 1990er Jahren die Herstellung von LCD-Bildschirmen und seit Mitte der 2000er Jahre von Touchscreens.
Im Herbst 1970 gab Corning bekannt, dass die Entwickler des Unternehmens erfolgreich Lichtwellenleiter hergestellt hatten, die für die Übertragung von Ferngesprächen geeignet waren. Durch diese Erfindung wurde Corning zu einem der weltweit größten Hersteller von Lichtwellenleitern in den 1990er Jahren.
Wegen starker Ausweitung der Produktion von Gorilla Glass (s. u.) wurde das Werk in Harrodsburg seit 2010 für etwa 180 Mio. US$ erweitert.

## Sparten
Corning gliedert sich in fünf Segmente:
- Bildschirmtechnologie Display Technologies (45 % des Umsatzes)

mit der Erzeugung von Glas für Flüssigkristallbildschirme bei Notebooks, Flachbildschirmen für PCs und LCD-Fernsehern
- Telekommunikation Telecommunications (31 % des Umsatzes)

mit der Erzeugung von Glasfasern, Glasfaserkabeln und kompletten Verkabelungssystemen für die Datenübertragung
- Umwelttechnologie Environmental Technologies (11 % des Umsatzes)

mit der Herstellung keramischer Produkte zur Emissionssteuerung in mobilen und stationären Anwendungen (Anwendung in Katalysatoren und Partikelfiltern)
- Specialty Materials (6 % des Umsatzes)

mit einer breiten Palette spezieller Inhaltsstoffe für Formulierungen in Gläsern (z. B. Pyrex), Glaskeramiken und Fluorwasserstoff mit Anwendungen in unterschiedlichsten Industrien
- Life Science (7 % des Umsatzes)

mit der Entwicklung und Erzeugung von wissenschaftlichen Laborgeräten.

## Beteiligungen
Zu Corning gehört Samsung Corning Precision Glass, ein hochprofitabler Hersteller von Flüssigkristallglas für die Produktion von LCD-Bildschirmen.
Bis zum 1. Juni 2016, als Dow Chemical die Corning-Anteile übernahm, hielt Corning 50 % an Dow Corning, dem ehemaligen Joint Venture mit Dow Chemical. Dow Corning war Weltmarktführer im Bereich der Silizium- bzw. Silikonchemie und Mehrheitseigentümer von Hemlock Semiconductor.

## Corning in Deutschland
Corning hat in Deutschland Niederlassungen in Berlin, Hagen, Kaiserslautern, München, Krailling, Neustadt bei Coburg, Hannover und Wiesbaden. In Kaiserslautern steht eines der weltweit vier Hauptwerke für Keramiksubstrate in Katalysatoren (Sparte Environmental Technologies) mit ca. 1000 Mitarbeitern. Des Weiteren werden in Kaiserslautern die Substrate für die neuen Benzinpartikelfilter (GPF) hergestellt.

## Gorilla Glass und Willow Glass
Eines der bekanntesten Produkte der Firma Corning ist Gorilla Glass, ein Alumosilikatglas mit 0,7–2 mm Dicke. Gorilla Glass kam 2007 im ersten iPhone auf den Markt. Es wird seither in über 500 Millionen Smartphones, Tablet-PCs und Netbooks von mehr als 30 Herstellern bei über 575 Modellen eingesetzt; Gorilla Glass zeichnet sich durch eine verbesserte Bruchfestigkeit und hohe Kratzfestigkeit aus. Ein für ähnliche Anwendungen entwickeltes, aber mit 0,1–0,2 mm Dicke sehr viel dünneres, biegsames Borosilikatglas ist Willow Glass.